# Kínai gesztenye
A kínai gesztenye (Castanea mollissima) a bükkfafélék (Fagaceae) családjába tartozó fafaj.

## Származása
Kína hegyvidéki erdei.

## Leírása
Terebélyes, oszlopos koronájú, 25 méterre megnövő lombhullató fafaj. Kérge sötétszürke, az idősebb fáké szürkésbarna és mélyen barázdált. Levelei keskenyek, lándzsásak, 20 cm hosszúak, 7,5 cm szélesek. Rendszerint kerek vállúak, hegyes csúcsúak, durván fogazottak. Felszínük fényes sötétzöld, sima, fonákjuk fiatalon pelyhes. virágai aprók, krémszínűek, nyáron nyílnak. A 20 cm hosszú barkák csúcsán a porzós, tövén a termős virágok ülnek. Termése tüskés, szőrös burka 2-3 ehető makkot zár közre. Magjáért Kínában termesztik is.
|  |  |